# Mitt i city
Mitt i city is een overdekt winkelcentrum in het centrum van Karlstad van 16.000 vierkante meter met 53 winkels en restaurants. Het winkelcentrum werd geopend in september 2007. Onder het winkelcentrum bevindt zich een parkeergarage. 
De bouw van het winkelcentrum begon op 17 mei 2004, op de plek waar in 1999 het warenhuis Domus afbrandde. 